# Cristo se paró en Éboli

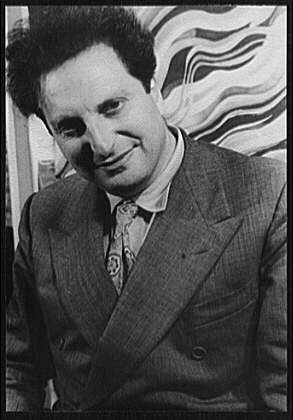
Carlo Levi.

Cristo se detuvo en Éboli (en italiano, Cristo si è fermato a Eboli) es una novela autobiográfica del escritor Carlo Levi, escrita entre diciembre de 1943 y julio de 1944 en Florencia y publicada en Italia en 1945. La primera versión al castellano se publicó en 1951 en la Editorial Losada  y pertenece al profesor Enrique Pezzoni. Otras ediciones: 1980, traducida por el poeta Antonio Colinas; otra versión, del traductor Carlos Manzano, se publicó en el año 2005, con el título de Cristo se detuvo en Éboli. Existen también traducciones al catalán, gallego y vasco.
Bajo el régimen fascista, en los años 1935 – 1936, el escritor fue condenado al destierro en Lucania por sus actividades antifascistas. En esa región, actualmente llamada Basilicata, pasó una larga temporada en Aliano (pueblo llamado Gagliano en la novela para imitar la pronunciación local), en donde tuvo la oportunidad de conocer la realidad de esa tierra y de sus gentes. Al regreso de su destierro, tras pasar una larga temporada en Francia, Levi escribe la novela en la que evoca su estancia primero en Grassano y posteriormente en Gagliano. El propio Levi, escribe en su prefacio: “Como si de un viaje al principio de los tiempos se tratase, Cristo se paró en Éboli relata el descubrimiento de una “civilización” diferente, la de los campesinos del Mezzogiorno, una civilización ajena a la historia y a la razón progresiva, una civilización de sabiduría antigua y paciente dolor. Sin embargo, el libro no se puede considerar un diario ya que fue escrito muchos años después de la experiencia que lo inspira, cuando las impresiones reales habían dejado de tener la necesidad prosaica del documento”.
Según el escritor italiano Rocco Scotellaro, “Cristo se paró en Éboli constituye la evocación más apasionante y cruel de nuestros pueblos”.

## Argumento
Tras dejar Grassano, la primera etapa de su confinamiento, Levi cuenta que es trasladado a Gagliano una tarde de agosto, acompañado por “dos representantes del Estado, con rayas rojas en los pantalones y caras inexpresivas” y sintiendo un gran pesar por tener que despedirse de aquella tierra. Una vez en Gagliano, es “entregado y puesto a cargo del secretario municipal” y, tras ser presentado ante el podestà Magalone y el brigadier, se queda solo en medio de la calle. Para Levi, el primer impacto es muy amargo: un rápido vistazo le convence de que los tres años de confinamiento que tendría que pasar en aquel lugar serían largos y ociosos, y la imagen del pueblo, apartado y cerrado, le trae de inmediato a la mente la idea de la muerte.
Tras dar un vistazo al pueblo, se dirige al que será su primer alojamiento, aconsejado por el secretario, cuya cuñada viuda tenía una habitación que alquilaba a los raros viajeros y que se encontraba a pocos pasos del ayuntamiento. Gracias a ella conocerá muchas cosas sobre el pueblo y sus habitantes.
Durante su primer paseo conoce a los dos médicos del pueblo, Gibilisco y Milillo, que aunque también ejercen, no son unos buenos representantes de la profesión médica. Al no querer competir con los dos “medicuchos”, tal y como eran conocidos en el pueblo Milillo y Gibilisco, Levi se siente a menudo angustiado cada vez que le pedían una opinión médica porque piensa que la ingenua confianza que los campesinos depositaban en él “exige alguna compensación”. Y él, a pesar de contar con una preparación académica suficiente, no carece de experiencia práctica y su mentalidad se aleja de la mentalidad científica, “hecha de frialdad y distanciamiento”. Entre las personas que conoce ese día está don Trajella, el párroco del pueblo, resignado ya a las actitudes paganas y supersticiosas de los campesinos, y doña Caterina Magalone, hermana del alcalde. La monotonía de aquellos largos días se rompe con la llegada de su hermana Luisa, que lo anima y aconseja y le trae algunos medicamentos e instrumentos para poder curar a los campesinos del lugar.
En su búsqueda de soledad, el único sitio que Carlo Levi encuentra es el cementerio, situado a poca distancia fuera del pueblo. Aquí se suele acostar en el fondo de una sepultura para contemplar el cielo y se queda dormido, con el perro Barone a sus pies. El cementerio es además el único lugar en el que se rompe la monotonía del paisaje y el lugar donde, por ese motivo, Levi adquiere la costumbre de pintar, a menudo vigilado por un guardia enviado por el muy prudente alcalde.
Después de pasar veinte días en casa de la viuda, se muda a la que había sido la casa de don Rocco Macioppi, el anterior párroco de Gagliano; en este lugar Levi se encuentra a gusto, principalmente debido a que la casa se encuentra en la parte exterior del pueblo, lejos de las miradas inquisitorias del alcalde. Se le presenta el problema de encontrar una mujer para hacer la limpieza, ir a buscar agua a la fuente y preparar la comida. Doña Caterina le resuelve el problema encontrándole como doméstica a Giulia, una de las muchas brujas de Gagliano, es decir, una de esas mujeres que habían tenido muchos hijos con hombres distintos y que practicaban una especie de “ritos mágicos”.
Tras permanecer tres meses en Gagliano, llega de Matera el permiso para poder ir unos días a Grassano, su anterior lugar de residencia, a recoger algunos efectos personales. Aquí Levi regresa a su pasado, se reencuentra con viejos amigos y asiste a un espectáculo de cómicos ambulantes después de haber obtenido el permiso del doctor Zagarella, médico de Grassano, para salir a la noche. Pero “los pocos días de Grassano” pasan rápido y debe marcharse de nuevo para volver a la soledad de Gagliano. Ahora el invierno está a las puertas, los días son más cortos y el clima empeora. Con el invierno llega también la Navidad, en la que tiene lugar un hecho bochornoso: el párroco, Don Trajella, oficia la misa de Navidad borracho o fingiendo estarlo, simulando además la pérdida del sermón y el hallazgo “milagroso” de una carta enviada por un aldeano que partió hacia América, con recuerdos para todo el pueblo. Lo ocurrido no es aprobado por Magalone, que hará lo posible por expulsar al buen párroco. Otro acontecimiento que suscita mucho interés en el pueblo es la llegada del “sanacerdas”, encargado de la antigua tradición familiar de extirpar los ovarios a las puercas para hacer que engorden más.
Hacia el mes de abril recibe un telegrama que le anuncia la muerte de un pariente, y la jefatura de policía le autoriza a ir durante unos pocos días a Turín, aunque escoltado. En esta ocasión, ve la ciudad con ojos nuevos: observa con desapego a sus amigos y parientes; y se da cuenta de que su experiencia meridional ha producido en él profundos cambios, tanto en su forma de actuar como interiormente.
En su vuelta a Lucania, le esperan algunas novedades, como la desaparición de Giulia, su sirvienta, debido a los celos de su actual compañero, y la llegada del sustituto de don Trajella, alejado del pueblo a causa de lo sucedido en Navidad. Después de algún tiempo, en medio de la euforia fascista por la conquista de Etiopía y del descontento de los campesinos, Levi recibe la noticia del fin de su deportación, y la novela termina con la descripción de su viaje de vuelta en tren.